# Лорен Бойл
Лорен Бойл (англ. Lauren Boyle, 14 грудня 1987) — новозеландська плавчиня.
Учасниця Олімпійських Ігор 2008, 2012, 2016 років.
Призерка Чемпіонату світу з водних видів спорту 2013, 2015 років.
Чемпіонка світу з плавання на короткій воді 2012 року.
Призерка Пантихоокеанського чемпіонату з плавання 2014 року.
Переможниця Ігор Співдружності 2014 року, призерка 2006, 2010 років.
Переможниця літньої Універсіади 2011 року.